# Martina Stella
Martina Stella (Florencia, 28 de noviembre de 1984) es una actriz italiana.

## Biografía
En 2001, debutó con éxito entre el público y la crítica en L'ultimo bacio, film dirigido por Gabriele Muccino. Siguió trabajando en la gran pantalla con Nemmeno in un sogno, dirigida por Gianluca Greco, Un amore perfetto, dirigida por Valerio Andrei, y Amnèsia, dirigida por Gabriele Salvatores.
En la temporada 2002-2003 debutó en el teatro, interpretando el papel de Clementina en el musical dirigido por Pietro Garinei, Aggiungi un posto a tavola, con Giulio Scarpati. Volvió a trabajar en el teatro en 2006 en Romeo e Giulietta, pero se retiró tras pocas funciones. 
Más tarde actuó sobre todo en varias series de ficción para la televisión como Imperium: Augustus, Le stagioni del cuore, L'amore e la guerra, con Daniele Liotti, y La freccia nera, con Riccardo Scamarcio. Tras el rodaje de la miniserie de Rai Uno, Le ragazze di San Frediano, participó en el telefilme Piper, dirigido por Carlo Vanzina, emitido en 2007, en Canale 5. 
Volvió al cine con la película K. Il bandito (2007), dirigida por Martin Donovan, Il mattino ha l'oro in bocca, dirigida por Francesco Patierno, e Il seme della discordia, dirigida por Pappi Corsicato, las dos últimas de 2008.

## Trayectoria
Teatro
- Aggiungi un posto a tavola (2002)
- Romeo e Giulietta (2006)

Cine
- L'ultimo bacio - Francesca (2001)
- Nemmeno in un sogno - Vale (2002)
- Un amore perfetto - Laura (2002)
- Amnèsia - Luce (2002)
- Ocean's Twelve - Asistente de Nigel (2004)
- K. Il bandito - Clara (2007)
- Il mattino ha l'oro in bocca - Cristina (2008)
- Il seme della discordia - Nike (2008)
- Nine (2009)
- Rosso Mille Miglia (2015)

Televisión
- Imperium: Augustus - Livia (2003)
- Le stagioni del cuore - Emma Valenti(2003)
- La freccia nera - Giovanna Bentivoglio di Fanes (2006)
- Le ragazze di San Frediano - Silvana Mochi (2006)
- L'amore e la guerra - Albertina Regis (2007)
- Piper - Milena (2007)
- Donne Assessine (2008)

Cortometrajes
- Il 2 novembre (2002)

Videoclips
- L'ultimo bacio (2001)
- Imparando (2002)
- Eternal Woman (2008)